# Scott Weiland
Scott Richard Kline, més conegut com a Scott Weiland (San José, Califòrnia; 27 d'octubre de 1967-Bloomington, Minnesota; 3 de desembre de 2015), va ser un músic estatunidenc, compositor i vocalista. Va ser, en la dècada de 1990, el cantant de la popular banda grunge Stone Temple Pilots, amb la qual es tornaria a reunir en 2008; i en la qual, finalment, al febrer de 2013, es confirmaria el seu acomiadament (definitiu) amb aquesta banda.
També és conegut per haver format part, durant cinc anys, del grup Velvet Revolver, en el qual gravaria dos discos: Contraband i Libertad.

## Biografia

### Carrera amb Stone Temple Pilots
A la fi de la dècada de 1980, Scott Weiland coneix al baixista Robert DeLeo en un concert de Black Flag. Junts van formar la banda Mighty Joe Young amb el germà de Robert, Dean DeLeo, en la guitarra i Eric Kretz en la bateria. La banda canvia el seu nom al de Stone Temple Pilots quan signen contracte amb Atlantic Records, descobrint que el nom ja havia estat registrat. Weiland escrivia les lletres de les cançons i era el cantant principal.
El 1992 llancen el seu primer àlbum, Core, i el seu primer èxit, "Sex Type Thing", permetent convertir-se en una de les bandes comercialment més reeixides del moviment Grunge. Amb aquest àlbum, la banda va ser acusada de copiar a bandes com Alice in Chains, Pearl Jam, Soundgarden i Nirvana. Les crítiques apuntaven també al fet que l'estil vocal de Weiland era molt similar al de Layne Staley i Eddie Vedder. No obstant això, Weiland i els altres STP han rebutjat aquestes crítiques citant a The Doors i al gènere ragtime com la seva principal influència. Això es veu reflectit en diverses cançons de Stone Temple Pilots tals com "Atlanta" i el cover de "Break on through (to the other side)" realitzat per a l'àlbum Stoned Inmmaculate en tribut a The Doors.
El 1994, Weiland es casa amb Janina Castaneda i la banda llança el seu segon àlbum, Purple, mostrant el desenvolupament d'una identitat pròpia de la banda.
L'any anterior, STP va sortir de gira amb Butthole Surfers,sent el cantant d'aquesta banda, el que ho introdueix a Weiland en l'heroïna.
El 1995, Weiland va ser atrapat i condemnat per comprar crack sent sentenciat a un any de serveis a la comunitat. STP va cancel·lar la major part del seu concerts del seu tour el 1996-1997 de presentació del seu tercer disc Tiny Music... Songs from the Vatican Gift Shop, causant que el disc caigués ràpidament en els rànquings.
Amb l'estat incert i impredictible de Weiland, STP pren un descans. Els altres membres de la banda creen el grup Talk Show amb el cantant Dave Coutts. Weiland, mentrestant, adopta un look androgin i llança un àlbum solista el 1998 anomenat 12 Bar Blues. Weiland va escriure la majoria de les cançons del disc i va col·laborar amb diversos artistes com Daniel Lanois, Sheryl Crow i Jeff Nolan. L'àlbum va ser un fracàs de crítica i de vendes. Va ser durant aquest temps que Weiland va ser atrapat a Manhattan comprant heroïna, després de la qual cosa finalitza la seva petita gira. Una condemna prèvia en Los Angeles, més nombroses violacions dels serveis que havia de realitzar, van fer que Weiland es guanyés la presó.
Les constants recaigudes van ser massa per al seu matrimoni, i Castaneda va demanar el divorci. Weiland, bolcaria després l'experiència d'aquesta relació amb Castaneda, en dues cançons de STP, "Sour Girl" i "Atlanta". El seu període a la presó li va servir aparentment per deixar la seva addicció, i una vegada fora, es va reunir amb Stone Temple Pilots. Poc després, es va casar amb Mary Forsberg, amb qui va tenir dos fills, Noah i Lucy. Entre 2008 i 2009 va mantenir una relació sentimental amb l'actriu novaiorquesa Paz de la Huerta.
El 1999 la banda va llançar No. 4, sovint considerat el seu més alt assoliment artístic. L'àlbum conté el reeixit senzill "Sour Girl", amb un estrany i surreal video amb Sarah Michelle Gellar.
Al novembre de 2001, Weiland va ser convidat a tocar en el Show VH1 Storytellers amb els membres supervivents de the Doors. Weiland va cantar dos temes de The Doors, "Break on Through (To the Other Side)" i "Five To One". El mateix mes, STP apareix en el CD tributo a The Doors, amb la seva pròpia versió de "Break On Through".
A la fi de 2001, Weiland fou arrestat per càrrecs de violència domèstica en Las Vegas, aparentment per empènyer a Forsberg. No obstant això, els càrrecs van ser aixecats després que la parella estigués d'acord a acceptar ajuda psicològica. Poc després, Forsberg va demanar el divorci, però la parella finalment es va reconciliar. La carrera de Weiland va tenir un dur cop, quan després d'un altercat entre ell i Dean DeLeo en la gira del disc Shangri-La Dee Dona, va produir la dissolució de la banda.
En 2010, després que Slash acomiadés a Weiland de Velvet Revolver en 2008, Stone Temple Pilots fan alguns concerts, on posteriorment es reuneixen en l'estudi amb moltes idees per a un nou disc, arreglant les seves dificultats del passat. L'àlbum, titulat simplement Stone Temple Pilots (va sortir a la venda en 2010), demostrant el seu bon estat de forma i la seva continuïtat com a grup.
Seguiran de gira en part del 2011. Després, emprenent una gira que continua tot l'any, principalment per EUA i algun lloc puntual d'Europa. El dimecres 27 de febrer de 2013, de forma unilateral, els Stone Temple Pilots van emetre un comunicat prescindint dels serveis de Scott, deixant així, novament el lloc vacant per a un possible vocalista, el quin, al maig de 2013, seria ocupat pel cantant de Linkin Park, Chester Bennington, presentant-se en un concert sorpresa per a la ràdio KROQ, segons va indicar la revista Rolling Stone.

### Carrera amb Velvet Revolver
Abans de la separació de STP, Weiland va ser arrestat en el seu aniversari, el 27 d'octubre de 2003, a Hollywood, després d'un accident de trànsit. Va ser acusat per conduir sota la influència de drogues i alcohol. Els càrrecs van ser finalment rebutjats després d'una completa rehabilitació i posteriors controls de drogues.
Per aquest temps, Weiland va ser convidat a formar una banda amb els ex Guns N' Roses Slash, Duff McKagan, Matt Sorum i l'amic de la infància de Slash, el segon guitarrista, Dave Kushner.
La banda usa el nom provisorio de "The Project", i després passa a cridar-se "Velvet Revolver". Slash tenia idea de Revolver i Weiland de Black Velvet; van decidir barrejar-los per després acabar escurçant-ho al de Velvet Revolver, ja que Black Velvet Revolver sonava molt semblant a Stone Temple Pilots.
L'àlbum debut "Contraband", va ser llançat al juny de 2004 amb molt èxit. Va debutar en el número u del rànquing de la revista Billboard i ha venut més de tres milions de còpies al voltant del món, fins avui. Dos de les cançons del disc, "Slither" i "Fall to Pieces", van aconseguir el número u del rànquing Billboard de Rock Modern. La cançó Slither també va guanyar el Grammy per millor cançó de rock en el 2005.
La banda va llançar el seu segon disc, Libertad, el 3 de juliol de 2007. La cançó triada com a primer senzill, per presentar aquest disc, va ser "She Builds Quick Machines".
El primer d'abril de 2008, Weiland se separa del grup a causa dels seus problemes amb la resta dels integrants. El guitarrista Slash va justificar la decisió pel comportament "impredictible" de Weiland en l'escenari i per tenir els seus estira-i-arronses a X amb M. Sorum, bateria del grup. Al setembre de 2010 editen un concert en DVD de la gira Contraband, en el qual es pot gaudir de la qualitat i força de la seva música en directe. A principis de 2011, el grup es reuneix sense ell, per elegir un nou vocalista, anunciar un tercer disc i una nova gira.

### Carrera com a solista
El 1997 la situació de Weiland amb Stone Temple Pilots era incerta i impredictible. Els altres membres van formar la banda "Talk Show" al costat de Dave Coutts; Weiland, mentrestant, llança el 1998 el seu àlbum en solitari titulat "12 Bar Blues", component la majoria de les cançons de l'àlbum i col·laborant amb diversos artistes, destacant a Daniel Lanois, Sheryl Crow, Brad Mehldau i Jeff Nolan. L'àlbum va ser un fracàs comercial, però va haver-hi certes crítiques favorables.
Durant el 2007, a més del seu treball en Velvet Revolver, Weiland realitza un altre disc solista (que és la continuació de 12 Bar Blues), "Happy" in Galoshes, àlbum llançat en 2008. El primer video, ho realitza amb Pau de l'Horta, en aquells dies parella de Weiland.
El 17 de maig de 2011, mentre promocionava el seu llibre de memòries, Weiland va anunciar l'enregistrament d'un àlbum de covers. L'àlbum, titulat A Compilation of Scott Weiland Cover Songs, va ser llançat a la venda en format digital-només a través de pàgina web de Weiland el 30 d'agost de 2011. El 4 d'octubre de 2011, Weiland va publicar The Most Wonderful Time of the Year, un àlbum compost enterament de música de Nadal, donant suport a la difusió amb una gira per clubs dels Estats Units.

## Mort
Scott Weiland va ser trobat sense vida en l'autobús de gira en Bloomington, Minnesota, a la tarda del 3 de desembre de 2015, als 48 anys, on es trobava amb la seva banda, Scott Weiland & The Wildabouts. El seu cos va ser trobat al voltant de les 21:00 hores d'aquesta mateixa nit. La banda tenia previst tocar en el Medina Entertainment Center.
La defunció de Scott Weiland va ser confirmat pel guitarrista Dave Navarro a través del seu compte de Twitter: "Just learned our friend Scott Weiland has died. So gutted, I am thinking of his family tonight".

## Discografia

### Amb Stone Temple Pilots
- 1992 Core
- 1994 Purple
- 1996 Tiny Music... Songs from the Vatican Gift Shop
- 1999 No. 4
- 2001 Shangri - La Dee Dona
- 2003 Thank You
- 2008 Buy This
- 2010 Stone Temple Pilots (àlbum)

### Amb Velvet Revolver
- 2004 Contraband
- 2007 Libertad

### Amb Scott Weiland & The Wildabouts
- 2015 Blaster

### Solista
- 1998 12 Bar Blues
- 2008 "Happy" in Galoshes
- 2011 A Compilation of Scott Weiland Cover Songs
- 2011 The Most Wonderful Time of the Year

### Col·laboracions
| Any  | Títol                           | Artista(s)           | Àlbum                                                   | Notes        |
| ---- | ------------------------------- | -------------------- | ------------------------------------------------------- | ------------ |
| 1995 | "Mockingbird Girl"              | Magnificent Bastards | Banda sonora de Tank Girl                               | Veu          |
| 1996 | Producció integra de l'àlbum    | Queen Today          | Producció                                               |              |
| 1997 | "Jindalee Jindalie"             | Masters of Reality   | Reality Show                                            | Veu          |
| 1998 | "Mindfield"                     | Ringo Starr          | Vertical Man                                            | Cors         |
| 1998 | "La de Dona"                    | Ringo Starr          | Vertical Man                                            | Cors         |
| 1999 | "Time of the Season"            | Big Blue Missile     | Banda sonora de Austin Powers: The Spy Who Shagged Em   | Veu          |
| 1999 | "Nobody Like You"               | Limp Bizkit          | Significant Other                                       | Veu          |
| 2000 | "Rx Queen"                      | Deftones             | White Pony                                              | Veu          |
| 2000 | "We Will Rock You"              | DJ Hurricane         | Don't Sleep                                             | Veu          |
| 2001 | Co-producció integra de l'àlbum | Limp Bizkit          | Chocolate Starfish and the Hot Dog Flavored Water       | Producció    |
| 2001 | "Hold On"                       | Limp Bizkit          | Chocolate Starfish and the Hot Dog Flavored Water       | Veu          |
| 2001 | "Murder (You Know It's Hard)"   | The Crystal Method   | Tweekend                                                | Veu          |
| 2001 | "What's Going On"               | All Star Tribute     | What's Going On                                         | Veu          |
| 2002 | "Coming Down"                   | Pacifier             | Pacifier                                                | Cors         |
| 2002 | "Lucky Kid"                     | Sheryl Crow          | C'mon C'mon                                             | Co-producció |
| 2003 | "Post-Coital"                   | Campfire Girls       | Tell Them Hi                                            | Cors         |
| 2003 | "Tragic End"                    | Campfire Girls       | Tell Them Hi                                            | Cors         |
| 2006 | "Back of the Llim"              | Chris Bohn           | Fame                                                    | Veu          |
| 2006 | "Too Many Lines"                | Chris Bohn           | Fame                                                    | Veu          |
| 2007 | Producció integra de l'àlbum    | The Actual           | _In_Stitches_                                           | Producció    |
| 2010 | "Can't You Hear Me Knocking"    | Santana              | Guitar Heaven: The Greatest Guitar Classics of All Time | Veu          |
| 2011 | Participació integra de l'àlbum | The Glorious         | Stories From A Fractured Youth                          | Producció    |

Aparicions en bandes sonores
- 1998 Great Expectations - "Lady, Your Roof Brings Em Down"
- 1999 Austin Powers: The Spy Who Shagged Em - "Time of the season" (Big Blue Missile amb Scott Weiland)
- 2001 No és una altra estúpida pel·lícula americana (Not Another Teen Movie) - "But Not Tonight" (versionant Stripped de Depeche Mode)
- 2005 Els 4 Fantàstics- "Come on, Come in"
- 2007 Bug - "Beautiful Day" ("Learning To Drive")
- 2007 Evan Almighty - "Revolution"
- 2012 Els venjadors (pel·lícula de 2012) - "Breath"